# Biscotti bolliti
I biscotti bolliti (in siciliano:Viscotta scaurati), anche conosciuti come affuca parrini, sono dei biscotti tipici della cucina ragusana.
I biscotti bolliti sono ufficialmente riconosciuti e inseriti nella lista dei prodotti agroalimentari tradizionali italiani (P.A.T.) del Ministero delle politiche agricole alimentari e forestali (Mipaaf).
I biscotti sono caratterizzati da una prima bollitura, prima di essere cotti al forno.

## Ingredienti
Gli ingredienti principali per la preparazione della pasta frolla sono:
- uova
- zucchero
- strutto
- farina di maiorca
- lievito
- semolino
- semi di un'anice
- limoni